# Brënda vetes më merr
"Brënda vetes më merr" är en låt på albanska som framfördes av den albanska sångerskan Mira Konçi. Låten skrevs av den kända textförfattaren Pandi Laço och musiken komponerades av Konçis make, Shpëtim Saraçi. Med låten deltog Konçi i den albanska musiktävlingen Festivali i Këngës 41 år 2002. Vid finalen i slutet av december samma år fick Konçi flest poäng av juryn och hon vann tävlingen.